# Pethoxamide
Pethoxamide (ISO-naam) is een herbicide dat behoort tot de chemische groep der chlooraceetamiden. Het is een systemisch herbicide dat wordt opgenomen door wortels en jonge scheuten. Het verstoort de celdeling en bijgevolg ook de groei van het gewas dat men ter plekke niet wenst. Het is bedoeld voor gebruik vóór opkomst van deze gewassen (zowel grassen als bleedbradigen) in de teelt van maïs, rijst en sojabonen.
Pethoxamide is ontwikkeld door het Japanse bedrijf Tokuyama Corporation, in samenwerking met het Japanse Arysta LifeScience Corporation en het Duitse Stähler Agrochemie.

## Regelgeving
In 2000 richtte Stähler Agrochemie een aanvraag aan de Europese Commissie om pethoxamide te laten opnemen in bijlage I (toegelaten werkzame stoffen) van de Europese Richtlijn 91/414/EEG. Het daaropvolgende onderzoek bracht geen problemen aan het licht, en op 7 juli 2006 besliste de Europese Commissie om pethoxamide op te nemen in de bijlage I, zodat middelen met pethoxamide konden toegelaten worden in lidstaten van de Europese Unie. De geldigheidsduur liep aanvankelijk tot 31 juli 2016 maar werd verlengd tot 31 januari 2018. In België is het product Successor 600, op basis van pethoxamide, van Stähler International (het vroeger Stähler Agrochemie) toegelaten bij de maïsteelt.